# Беребіста
Беребіста, Буребіста, Бойребіста — цар Дакії в 70 до н. е. — 44 до н. е.. Підкорив сусідні племена й створив могутнє царство, що після його смерті розпалося, увійшовши до складу Мезії. 

## Становлення держави
У першій половині 1 століття до Р. Х. гето-дакські племена досягли високого рівня розвитку. Відбувся перехід до нового типу господарства, заснованого на грошових відносинах. Міцні зв'язки з грецьким етносом, прагнення аристократії зміцнити свій вплив — всі ці чинники значно сприяли об'єднанню племен. Іншою основною причиною стали зовнішні загрози. На заході і північному заході посилилися кельти. На сході тиск на територію гетів чинили скіфи, бастарни та сармати. Але найнебезпечнішими ставали римляни, які після завоювання Греції і Македонії впритул підійшли до дако-гетських земель. Всі ці чинники сприяли об'єднанню гето-дакських племен під керівництвом Беребісти. Його правою рукою в управлінні державою став первосвященик Деценей.
Страбон повідомляє про долю Беребісти:
«Гет Буребіста, узявши в руки кермо влади над своїм народом, визволив його з великих знегод, породжених нескінченними війнами, і так далеко просунув в справі ремесел, що за короткий строк створив велику імперію, підпорядкував собі більшість сусідів. Навіть римляни його боялися, бо він безстрашно переправлявся через Істр і здійснював набіги на Фракію до самої Македонії і Іллірії. Щоб зміцнити свою владу, Буресбіста радився в справах з Деценеєм, знахарем, що скитався у минулому по Єгипту і який знав багато прикмет, по яких він вгадував бажання богів. Вважалося, що Деценей, як свого часу і Замолксіс, був пройнятий божественним духом».

## Географія держави

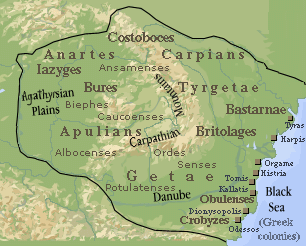
Держава даків за часи правління Буребісти, 82 до н. е.

Основа, ядро нової держави розташувалося на півдні теперішньої Трансильванії в районі Орештійських гір. Це місце було найкраще захищене природними перешкодами, а також тут знаходилися значні запаси мінеральних ресурсів. Ядро держави було значно укріплене. За свідченням істориків площа приблизно 150 км² була перетворена в могутню фортецю. Це є свідченням того, що була налагоджена міцна централізована влада.
Починаючи з Орештійських гір, влада Буребісти розповсюдилася на всі землі, зайняті гето-даками. На сході територія розповсюджувалася до річки Буг. На півдні Буребіста зумів зупинити експансію римлян на рубежі Балканських гір. На заході і північному заході були розбиті кельтські племена.

## Устрій держави
Буребіста створив  достатньо велику державу монархічного типу. Вищою групою населення була шляхта, яка робила вплив на управління державою, зокрема у військовій сфері. Влада збирала данину (різних видів) з місцевих племінних громад і формувань. В оточенні царя полягали радники, високе положення серед яких займав Деценей. Жреці вибиралися в основному з представників шляхти. Беребіста величезну увагу приділяв армії. Чисельність армії Дакії становила 200 тис. воїнів (за свідченням Страбона), що було великою, для тих часів військовою силою.
Беребіста замінив місцеві грошові знаки римськими денаріями.

## Кінець правління Буребісти
Згідно зі Страбоном Беребіста був убитий під час заколоту. Його, швидше за все, організували незадоволені Беребістиною політикою зміцнення централізованої влади шляхтичі. Але не можна виключати і версію організації вбивства Римом. Після смерті Беребісти держава розпалася на 4 частини.
Історичне значення періоду правління Беребісти велике. Він зумів створити першу об'єднану державу гето-даків, яке розповсюдилося на всій території проживання цих племен. Держава Буребісти стала першою монархією аристократичного, військового і церковного типу, податного суспільства на території гето-даків.